# Castello di Serravalle
Castello di Serravalle é uma comuna italiana da região da Emília-Romanha, província de Bolonha, com cerca de 3.977 habitantes. Estende-se por uma área de 39 km², tendo uma densidade populacional de 102 hab/km². Faz fronteira com Guiglia (MO), Monte San Pietro, Monteveglio, Savignano sul Panaro (MO), Savigno, Zocca (MO).

## Demografia
| Variação demográfica do município entre 1861 e 2011                               |
|                                                                                   |
| Fonte: Istituto Nazionale di Statistica (ISTAT) - Elaboração gráfica da Wikipedia |